# Оксфордски статути
Оксфордски статути донети су у Енглеској 1258. године. Често се наводи као први писани устав Енглеске (изузимајући Велику повељу слобода Јована без Земље). 

## Статути
У пролеће 1258. године краљ Хенри ΙII је, не обазирући се на рђаву прошлогодишњу летину, од барона затражио трећину читавих прихода земље. Тада је дошло до прелома. Наоружани барони долазе на заседање у Вестминстер и натерају краља да одреди 24 човека ради спровођења опште политичке реформе. Комисија двадесетчетворице је исте године у Оксфорду поднела пројекат новог устава, тзв. „Оксфордски статути“ које су у Енглеској завели баронску олигархију. Сва власт пренета је на петнаесторицу барона без чије сагласности краљ није могао донети одлуке. Велико веће је укинуто и замењено малим већем од дванаест лица која су бирали барони. Барони су постављени и на све важније функције.